# Kay Gauditz
Kay Gauditz (* 9. März 1959 im Harz) ist ein deutscher Kameramann.
Kay Gauditz ist der Sohn eines Fotografen-Paares, wurde im Harz geboren und wuchs in Hannover auf. Nach dem Abitur war er als Kameraassistent tätig und absolvierte ein Kamera-Studium an der Hochschule für Fernsehen und Film München.
Für den Fernsehfilm Fremde, liebe Fremde wurde er 1992 mit dem Fernsehfilmpreis der Deutschen Akademie der Darstellenden Künste geehrt.
Er ist Dozent für Bildgestaltung an der Filmakademie Baden-Württemberg. und Mitglied im Berufsverband Kinematografie (BVK).

## Filmografie (Auswahl)
- 1984: Der Rekord
- 1991: Fremde, liebe Fremde
- 1993: Bella Block: Die Kommissarin
- 1997: Tatort: Undercover-Camping
- 1999: Tatort: Kinder der Gewalt
- 1999: Tatort: Habgier
- 1999–2007: Ein Fall für zwei (Fernsehserie, 5 Folgen)
- 2000–2005: Balko (Fernsehserie, 6 Folgen)
- 2001: Tatort: Bestien
- 2002: Tatort: Rückspiel
- 2006: Auftauchen
- 2008: Tatort: Der oide Depp
- 2008: Bella Block: Falsche Liebe
- 2008: Utta Danella – Das Geheimnis unserer Liebe
- 2010: Die letzten 30 Jahre
- 2011: Familie macht glücklich
- 2011: Der Weihnachtsmuffel
- 2011: Beutolomäus und der doppelte Weihnachtsmann
- 2012: Ein starkes Team: Eine Tote zuviel
- 2012: Bamberger Reiter. Ein Frankenkrimi
- 2014: Die drei Federn
- 2016: Tatort: Kartenhaus
- 2016: Tatort: Echolot
- 2017: Tatort: Wacht am Rhein
- 2017: Tatort: Fangschuss
- 2018: Tatort: Mitgehangen
- 2019: Nord bei Nordwest – Frau Irmler
- 2020: Kinder und andere Baustellen
- 2021: Daheim in den Bergen – Brüder
- 2021: Daheim in den Bergen – Die Bienenkönigin
- 2023: Himmel, Herrgott, Sakrament (Fernsehsechsteiler)